# Elías Yanes
Elías Yanes Álvarez (Villa de Mazo, La Palma, 16 de febrero de 1928-Zaragoza, 9 de marzo de 2018) fue un teólogo español y arzobispo de Zaragoza, que ocupó la presidencia de la Conferencia Episcopal Española entre 1993 y 1999.

## Biografía

### Sacerdote
Fue ordenado sacerdote el 31 de mayo de 1952, en el Congreso Eucarístico Internacional de Barcelona. Se incardinó como sacerdote en la diócesis de Tenerife de la que fue delegado diocesano de Catequesis, consiliario de Acción Católica, de Cursillos de Cristiandad, de Jóvenes de Acción Católica y de la Hermandad Obrera de Acción Católica (HOAC) y profesor en la Escuela de Magisterio. Doctor en Teología y licenciado en Derecho Canónico por la Pontificia Universidad Gregoriana de Roma. Diplomado en Catequética por el Instituto Pastoral de la Universidad Pontificia de Salamanca.

### Episcopado
Consagrado obispo el 28 de noviembre de 1970, como titular de Mulli y auxiliar de Oviedo. Nombrado posteriormente arzobispo de Zaragoza el 3 de julio de 1977 por Pablo VI, tomando posesión de la sede el 10 de julio del mismo año y desempeñando este cargo hasta el 12 de marzo de 2005 cuando fue sustituido por Manuel Ureña Pastor.
De gran peso en la Conferencia Episcopal Española, ocupó los puestos de secretario general (1972-1977), vicepresidente (1987-1993), presidente (1993-1999) y miembro del Comité ejecutivo (1999-2005). Fue miembro de la Comisión de Enseñanza y Catequesis. De 1993 a 1999 ocupó el cargo de vicepresidente de la Comisión de Conferencias Episcopales de los países de la Unión Europea (COMECE), de la que posteriormente continuó siendo miembro.

### Fallecimiento
Si bien tras su renuncia continuó llevando a cabo numerosas actividades, desde el primer semestre de 2015 vivía retirado prácticamente de la vida pública, consagrado a la oración y el estudio. Según comunicó la archidiócesis zaragozana el sábado, 10 de marzo de 2018, "falleció en la noche de ayer, viernes 9 de marzo de 2018, a las 23.20 horas, a los 90 años de edad en su residencia de la capital aragonesa tras un continuo debilitamiento a causa de la edad".

## Obra literaria (selección)
- Yo no creo en los curas (1964) ISBN 978-84-224-0350-0
- El discernimiento pastoral (1975) ISBN 978-84-269-0288-7
- Enseñanza religiosa y libertad de enseñanza en el marco de la actual democracia española (1983) ISBN 978-84-348-1204-8
- La educación cristiana, don de Dios a su Iglesia (1987) ISBN 978-84-348-2289-4
- Opciones fundamentales del movimiento rural cristiano (1991) ISBN 978-84-7610-051-6
- La Acción Católica, un don del espíritu (2000) ISBN 978-84-607-1106-3
- En el espíritu y la verdad, espiritualidad trinitaria (2000) ISBN 978-84-7914-473-9
- Hombres y mujeres de oración (2007) ISBN 978-84-285-3167-2